# جان هنری پترسن
سرهنگ دوم جان هنری پترسن (انگلیسی: John Henry Patterson; زاده ۱۰ نوامبر ۱۸۶۷ – درگذشته ۱۸ ژوئن ۱۹۴۷) یک سرباز، شکارچی و مؤلف ایرلندی-انگلیسی و یک صهیونیست مسیحی بود. او بیشتر به دلیل نوشتن کتاب آدمخواران ساوو در سال ۹۹–۱۸۹۸ شناخته شده‌است.
در جنگ جهانی نخست، پترسن فرماندهٔ گردان یهودی بود، این گردان نخستین نیروی نظامی یهودی پس از دوهزاره بود و به عنوان پدرخواندهٔ ارتش امروز اسرائیل از آن یاد می‌شود.